# يوهان بلوم
يوهان بلوم (بالإنجليزية: Johann Reinhard Blum)‏ (و. 1802 – 1883 م) هو أستاذ جامعي، من الإمبراطورية الألمانية، ولد في هاناو، توفي في هايدلبرغ، عن عمر يناهز 81 عاماً.

## مناصب وهيئات
أدار جامعة هايدلبرغ.